# Borgo Flora
Borgo Flora è una città di fondazione frazione del comune di Cisterna di Latina.

## Storia e territorio
Nasce nel 1934 con l'appoderamento a seguito della bonifica fascista.
Il territorio del borgo, al tempo conosciuto come "Pantano" a causa dello stato paludoso in cui versava, fu dopo la bonifica suddiviso in poderi che furono assegnati con diversi criteri a cittadini della zona e a coloni provenienti da altre regioni: in particolare i poderi costruiti dall'Opera Nazionale Combattenti furono assegnati a coloni reduci della prima guerra mondiale, di origini venete e in minima parte friulane, mentre i poderi dell'università agraria di Cisterna furono assegnati prevalentemente a coloni di origine laziale.
La maggior parte degli abitanti del borgo è tuttavia oggi di origini campane, più precisamente dei paesi di Morcone e Santa Croce in provincia di Benevento, che a partire dagli anni '50 si insediarono nella comunità, in parte sostituendo le famiglie originarie ed in parte aggiungendosi.

## L'arrivo del kiwi
Negli anni il borgo si è evoluto da semplice realtà contadina a vera e propria realtà imprenditoriale: a partire dalla fine degli anni '70 è iniziato il vero sviluppo economico della zona con la coltura del kiwi qualità Hayward che si è allargato fino allo stato attuale, in cui Borgo Flora è tra le zone con la più alta concentrazione al mondo di piantagioni di actinidia con un export superiore ai 200.000 ql.

L'importanza di tale fenomeno, allargatosi poi a gran parte dell'agro pontino e soprattutto al comune di Cisterna di Latina, ha spinto il comune stesso a richiedere ed ottenere il marchio I.G.P. Kiwi Latina.

## Società

### Evoluzione demografica
Oggi Borgo Flora è in pieno sviluppo economico e demografico; il piano regolatore ha permesso la creazione di una vasta area edificabile con strade e servizi annessi e quindi la costruzione di ville a schiera e altri tipi di abitazioni.

## Manifestazioni
- Il santo patrono è San Giuseppe e la festa patronale veniva svolta nel mese di luglio per due settimane con la formula tipica della sagra di paese accompagnata da gruppi musicali locali e artisti di fama nazionale come Little Tony e i Nuovi Angeli.
- Processione di San Giuseppe, si tiene tradizionalmente la sera del 19 marzo. Il sacro corteo attraversa tutte le vie del borgo.

## Toponomastica
Le strade del borgo sono intitolate a benefattori locali, politici di epoca fascista e pionieri della bonifica.

## Monumento ai Bonificatori

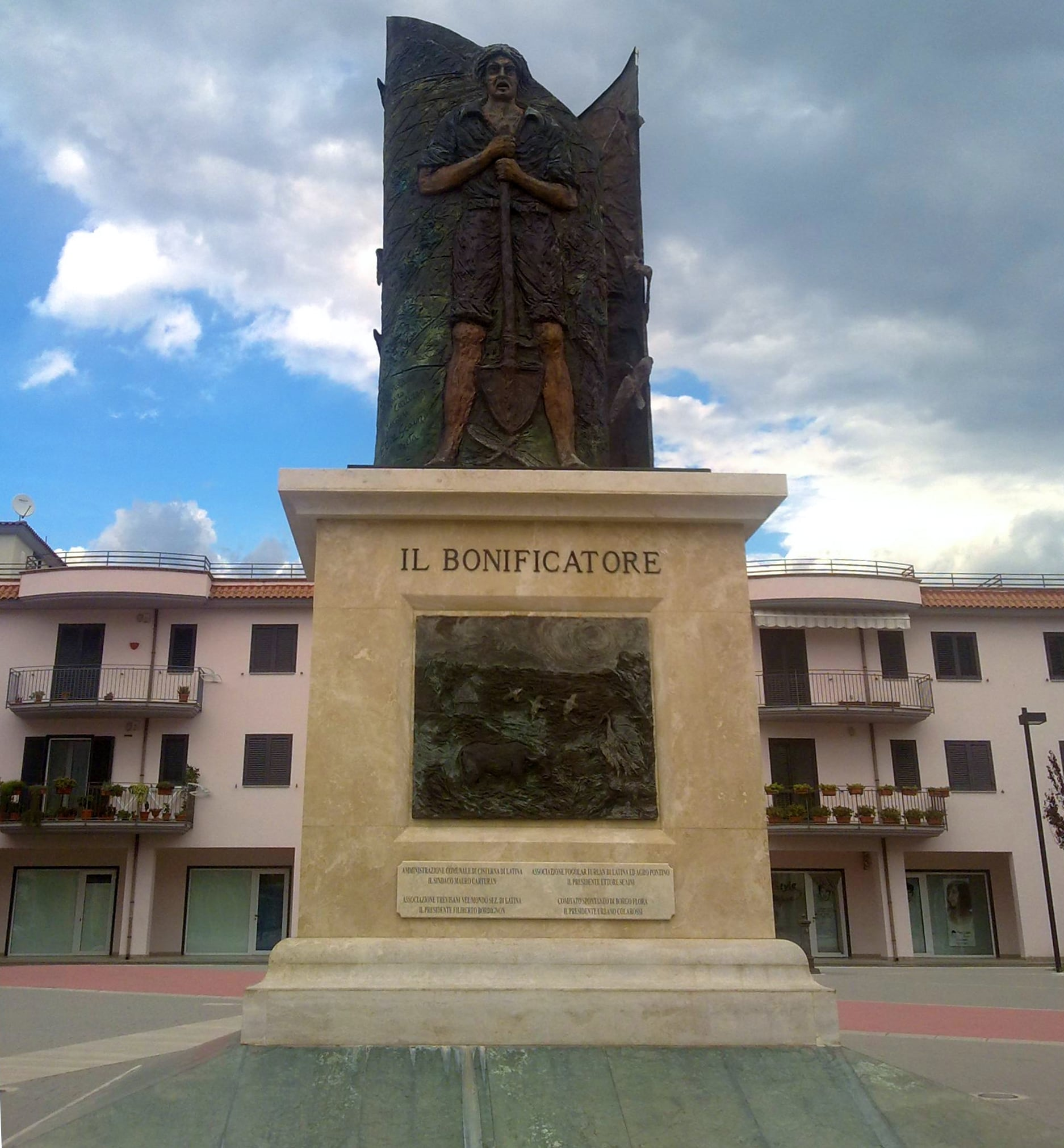
Monumento del bonificatore

Inaugurato nel settembre 2007, il monumento ricorda le migliaia di persone che lavorarono alle opere di bonifica.